# Marios Kritsas
Marios Kritsas (5 maggio 2009) è un nuotatore artistico greco.

## Biografia
Ha esordito nella Coppa del Mondo di nuoto artistico il 28 febbraio 2025 a Parigi, concludendo al nono posto la gara individuale nel programma tecnico.

## Palmarès

### Coppa del Mondo
- 1 podio:
  - 1 secondo posto (1 nella gara individuale)